# Kader Mangane
Pour les articles homonymes, voir Mangane.
Abdou Kader Mangane, né le 23 mars 1983 à Thiès, est un footballeur international sénégalais, devenu dirigeant. 
Il évoluait au poste de défenseur central. Il est depuis 2018 coordinateur sportif au RC Strasbourg.

## Biographie

### Carrière en club
Originaire de Thiès, Kader Mangane grandit dans cette ville sénégalaise avant de partir jeune en Suisse pour rejoindre le Neuchâtel Xamax. Mangane devient un joueur fidèle de Xamax et y vit le rétablissement sportif de Neuchâtel Xamax avec une finale de la Coupe de Suisse en 2003 et une qualification surprenante pour la Coupe d'Europe le même an. Même à la suite d'une relégation douloureuse, le Sénégalais reste à Neuchâtel et atteint le retour immédiat en LNA en 2007. Acheté 200 000 euros par les Young Boys de Berne, il est transféré à Lens pour cinq saisons et pour un chèque estimé à 3 millions d'euros, soit 15 fois plus.
Après sa bonne saison à Lens, il est convoité par plusieurs clubs français et européens, comme l'Olympique de Marseille, Rennes ou Everton. Alors qu'il annonce qu'il voulait rester à Lens pour aider le club à remonter en Ligue 1, il part finalement au Stade rennais (avec Lucien Aubey) pour une somme évaluée à près de 5 millions d'euros. La durée de son contrat est de quatre années. Kader Mangane connait ainsi son quatrième club en à peine plus d'un an.
À Rennes, Mangane s'impose en défense centrale au côté de Petter Hansson. Mais le 21 mars 2009, contre Valenciennes, il blesse grièvement le joueur et ami valenciennois Jonathan Lacourt à la suite d'un tacle très appuyé sur le tibia. Le joueur souffre d'une double fracture tibia-péroné. À la suite de ce geste, il est suspendu jusqu'au 1er juin 2009. Il manque donc la fin de saison.
Le 14 janvier 2010, Kader Mangane prolonge son contrat avec le Stade rennais jusqu'en 2013. Il fut pendant 2 saisons le capitaine de l'équipe bretonne. Il obtient la nationalité française le 16 mai 2011.
Le 18 juillet 2012, il est transféré en Arabie saoudite, signant un contrat de trois ans avec le Al-Hilal FC. En janvier 2013, après le licenciement d'Antoine Kombouaré, il est prêté pour six mois à Sunderland ou il ne jouera que deux petits matchs.
En août 2013, il est prêté au club turc de Kayseri Erciyesspor. Il y marquera 3 buts en 29 matchs. Le club turc décide de lever l'option d'achat pour obtenir Mangane définitivement. Il réalise par la suite une saison très mitigé, avec seulement 9 matchs (dont 8 titularisations) pour 1 but marqué.
En juillet 2015, il signe au Gazélec Ajaccio, alors promu en Ligue 1. Il effectue ainsi son retour en France après des expériences mitigées à l'étranger. Il marque son premier but sous les couleurs du Gazélec face à l'EA Guingamp (défaite 2-1) et est à cette occasion le premier buteur de l'histoire du GFCA en Ligue 1.
En août 2016, le Racing Club de Strasbourg Alsace annonce sur son site internet un accord avec le joueur pour une saison. Il rejoint donc son ancien entraîneur Thierry Laurey.
Après deux saisons au sein de l'effectif strasbourgeois, il décide de mettre un terme à sa carrière à la fin de la saison 2017-2018.

### Carrière internationale
Abdou Kader Mangane connaît ses premières sélections avec les lions de la Teranga au cours de la saison 2007-2008.

### Carrière dans le management
Après la fin de sa carrière, il entame sa reconversion au poste de coordinateur sportif au sein du Racing Club de Strasbourg Alsace,.
Lors de la rentrée 2019, il s'inscrit à la formation de manager général de club sportif dispensée par le Centre de droit et d'économie du sport de Limoges.

## Statistiques de carrière
| Saison                | Club                  | Championnat           | Championnat | Championnat | Coupe nationale | Coupe nationale | Coupe de la Ligue | Coupe de la Ligue | Compétition(s) continentale(s) | Compétition(s) continentale(s) | Compétition(s) continentale(s) | Sélection | Sélection | Sélection | Total | Total |
| Saison                | Club                  | Division              | M.          | B.          | M.              | B.              | M.                | B.                | Comp.                          | M.                             | B.                             | Équipe    | M.        | B.        | M.    | B.    |
| 2003 - 2004           | Neuchâtel Xamax       | 1                     | 1           | 0           | 1               | 0               | -                 | -                 | -                              | -                              | -                              | -         | -         | -         | 2     | 0     |
| 2004 - 2005           | Neuchâtel Xamax       | 1                     | 31          | 1           | 0               | 0               | -                 | -                 | -                              | -                              | -                              | -         | -         | -         | 31    | 1     |
| 2005 - 2006           | Neuchâtel Xamax       | 1                     | 25          | 3           | 0               | 0               | -                 | -                 | -                              | -                              | -                              | -         | -         | -         | 25    | 3     |
| 2006 - 2007           | Neuchâtel Xamax       | 2                     | 28          | 7           | 1               | 1               | -                 | -                 | -                              | -                              | -                              | -         | -         | -         | 29    | 8     |
| Sous-total            | Sous-total            | Sous-total            | 85          | 11          | 2               | 0               | -                 | -                 | -                              | -                              | -                              | -         | -         | -         | 87    | 11    |
| 2007 - 2008           | BSC Young Boys        | 1                     | 7           | 1           | 0               | 0               | -                 | -                 | C3                             | 1                              | 0                              | -         | -         | -         | 8     | 1     |
| Sous-total            | Sous-total            | Sous-total            | 7           | 1           | 0               | 0               | -                 | -                 | -                              | 1                              | 0                              | -         | -         | -         | 8     | 1     |
| 2007 - 2008           | RC Lens               | 1                     | 22          | 5           | 1               | 0               | 3                 | 0                 | -                              | -                              | -                              | Sénégal   | 2         | 0         | 28    | 5     |
| 2008 - 2009           | RC Lens               | 2                     | 1           | 0           | 0               | 0               | 0                 | 0                 | -                              | -                              | -                              | -         | -         | -         | 1     | 0     |
| Sous-total            | Sous-total            | Sous-total            | 23          | 5           | 1               | 0               | 3                 | 0                 | -                              | -                              | -                              | -         | -         | -         | 27    | 5     |
| 2008 - 2009           | Stade rennais         | 1                     | 26          | 0           | 4               | 0               | 1                 | 0                 | C3+C4                          | 4                              | 0                              | Sénégal   | 4         | 1         | 39    | 1     |
| 2009 - 2010           | Stade rennais         | 1                     | 34          | 4           | 3               | 0               | 2                 | 1                 | -                              | -                              | -                              | Sénégal   | 4         | 0         | 43    | 5     |
| 2010 - 2011           | Stade rennais         | 1                     | 29          | 3           | 2               | 0               | 1                 | 0                 | -                              | -                              | -                              | Sénégal   | 5         | 0         | 37    | 3     |
| 2011 - 2012           | Stade rennais         | 1                     | 13          | 2           | 2               | 0               | 0                 | 0                 | C3                             | 6                              | 1                              | Sénégal   | 6         | 0         | 27    | 3     |
| Sous-total            | Sous-total            | Sous-total            | 102         | 9           | 11              | 0               | 4                 | 1                 | -                              | 10                             | 1                              | -         | -         | -         | 127   | 11    |
| 2015-2016             | GFC Ajaccio           | 1                     | 31          | 1           | 4               | 0               | 0                 | 0                 | -                              | 0                              | 0                              | Sénégal   | 0         | 0         | 35    | 1     |
| Sous-total            | Sous-total            | Sous-total            | 31          | 1           | 4               | 0               | 0                 | 0                 | -                              | -                              | -                              | -         | -         | -         | 35    | 1     |
| 2016-2017             | RC Strasbourg         | 2                     | 19          | 1           | 4               | 0               | 0                 | 0                 | -                              | 0                              | 0                              |           | -         | -         | 23    | 1     |
| 2017-2018             | RC Strasbourg         | 1                     | 20          | 1           | 1               | 0               | 0                 | 0                 | -                              | 0                              | 0                              |           | -         | -         | 21    | 1     |
| Sous-total            | Sous-total            | Sous-total            | 39          | 2           | 5               | 0               | 0                 | 0                 | -                              | -                              | -                              | -         | -         | -         | 44    | 2     |
| Total sur la carrière | Total sur la carrière | Total sur la carrière | 287         | 29          | 23              | 0               | 7                 | 1                 | -                              | 11                             | 1                              | Sénégal   | 21        | 1         | 349   | 32    |

## Palmarès
- FC Neuchâtel Xamax
  - Finaliste de la Coupe de Suisse 2003
- RC Lens
  - Finaliste de la Coupe de la Ligue en 2008
- Stade rennais
  - Finaliste de la Coupe de France en 2009
- RC Strasbourg
  - Vainqueur de la Ligue 2 en 2017